# Newport News Shipbuilding
Pour les articles homonymes, voir Newport News.
Le chantier naval Newport News Shipbuilding ou NNS, connu de 2001 à 2011 sous le nom de chantier naval Northrop Grumman de Newport News, est un important site de construction navale, situé à Newport News, à l'embouchure de la James River, dans l'État de Virginie (États-Unis). Fondé en 1886, ce site industriel est le principal chantier naval privé des États-Unis. Après avoir été intégré au groupe Northrop Grumman en 2001, il dépend depuis 2011 d'une société regroupant les activités navales de ce groupe et nommée Huntington Ingalls Industries.
Il travaille essentiellement pour l'United States Navy. En 2001, 264 navires de guerre et 543 navires de commerce ont été construits par ce chantier depuis sa fondation.

## Chronologie
- 1886 : création de la Chesapeake Dry Dock and Construction Company à Newport News.
- 1891 : lancement du premier bateau, le remorqueur Dorothy.
- 1907 : début de la construction des cuirassés de type Dreadnought.
- 1934 : lancement du premier véritable porte-avions de l'US Navy, le Ranger.
- 1959 : lancement du premier sous-marin à propulsion nucléaire construit sur le chantier, le Shark.
- 1960 : lancement du premier sous-marin lanceur de missiles balistiques construit sur le chantier, le Robert E. Lee.
- 1961 : lancement du premier porte-avions à propulsion nucléaire, l’Enterprise.
- 1968 : le conglomérat Tenneco acquiert Newport News Shipbuilding.
- 1996 : Newport News Shipbuilding redevient une compagnie indépendante.
- 2001 : Newport News Shipbuilding fusionne avec Northrop Grumman.
- 2008 : Newport News Shipbuilding intègre le secteur « Northrop Grumman Shipbuilding » de Northrop Grumman Corporation.
- 2011 : Northrop Grumman Shipbuilding devient Huntington Ingalls Industries

## Les origines

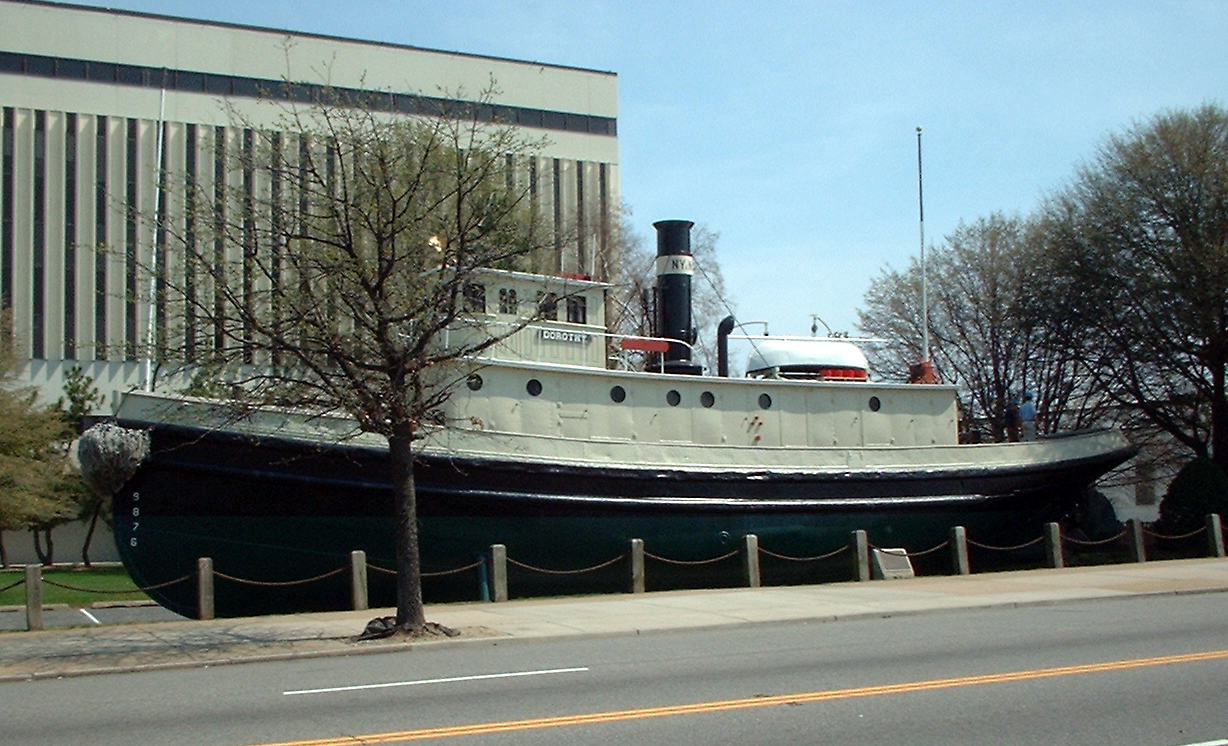
Le remorqueur Dorothy, le premier navire construit sur le chantier en 1891.

Un magnat des chemins de fer, Collis P. Huntington, créa la voie ferrée Chesapeake & Ohio pour transporter du charbon de la vallée de l'Ohio jusqu'à Newport News, en Virginie, d'où il était exporté par bateau. Il voulut ensuite établir un chantier naval pour réparer les navires charbonniers qui fréquentaient cet important centre portuaire et fonda la Chesapeake Dry Dock and Construction Company en 1886. Ce chantier fut célèbre en raison de sa cale sèche, la première au monde aménagée dans un chantier naval.
En 1891, le chantier lança son premier bateau, le remorqueur Dorothy. Au cours des années suivantes, furent construits trois navires pour l'US Navy, les canonnières Nashville, Wilmington et Helena. En 1900, après la mort de Huntington, son fondateur, la compagnie émit pour 5 millions de dollars d'obligations et 6 millions de dollars en actions réservées à la famille Huntington. Le chantier commença à construire et à réparer une grande variété de navires.

## L’expansion
En 1907, le président Theodore Roosevelt envoya la Grande flotte blanche (The Great White Fleet) dans un voyage autour du monde afin de montrer la nouvelle puissance des États-Unis. Sept des 16 grands cuirassés qui la composaient avaient été construits à Newport News. À la même époque, le lancement au Royaume-Uni d'un cuirassé révolutionnaire, le Dreadnought, fut le point de départ d'une course entre les marines des grandes puissances, à laquelle les États-Unis participèrent. Entre 1907 et 1923, le chantier de Newport News construisit 6 des 22 cuirassés de type Dreadnought livrés à l'US Navy : les Delaware, Texas, Pennsylvania, Mississippi, Maryland et West Virginia. Cinq d'entre eux prirent part à la Seconde Guerre mondiale.

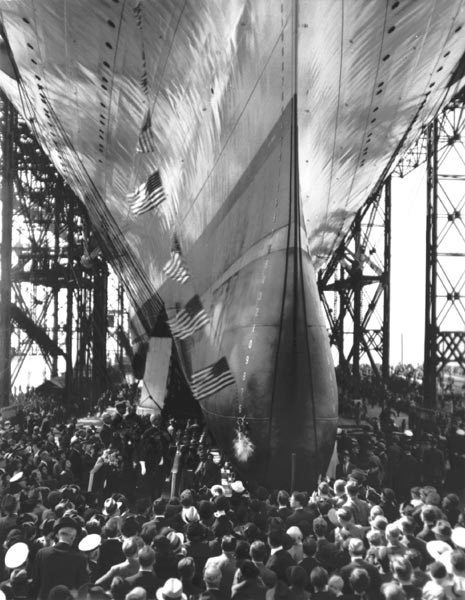
Lancement du porte-avions USS Enterprise (CV-6), le 3 octobre 1936.

En 1914, fut lancé le Medina pour la Mallory Steamship Company. Après avoir été utilisé comme cargo dans l’Atlantique, ce navire fut transformé en paquebot qui fut en service jusqu'en 2009 avant de faire partie d'un complexe hôtelier.
Pendant la Première Guerre mondiale, NNS agrandit ses installations pour faire face aux commandes de navires de guerre. Entre 1918 et 1920, le chantier livra 25 destroyers. L'effectif du chantier passa de 7 000 travailleurs en 1914 à 14 000 en 1918. Les années 1920 furent au contraire une période difficile et l'effectif du chantier s'effondra, mais la direction de NNS fit face à cette situation en diversifiant la production : yachts, turbines, feux de circulation et wagons de chemin de fer sortirent de ses ateliers.
Dans les années 1930, NNS se lança dans la construction de porte-avions, un type de navire dont la faisabilité avait été démontrée, dès 1910, par Eugene Ely, qui avait fait décoller un avion du croiseur USS Birmingham au large de Newport News. Le premier véritable porte-avions américain fut le Ranger, lancé à Newport News en 1934. Puis NNS entreprit la construction du Yorktown et de l'Enterprise, deux des plus célèbres navires de la Seconde Guerre mondiale. En 1940, fut également lancé le plus grand navire pour le transport de passagers de l'époque, l’America.
En 1940, la compagnie Newport News Shipbuilding fut vendue pour 18 millions de dollars américains (301 millions valeur 2014) à un syndicat de souscripteurs avant d’être introduite à la bourse de New York.

## La Seconde Guerre mondiale

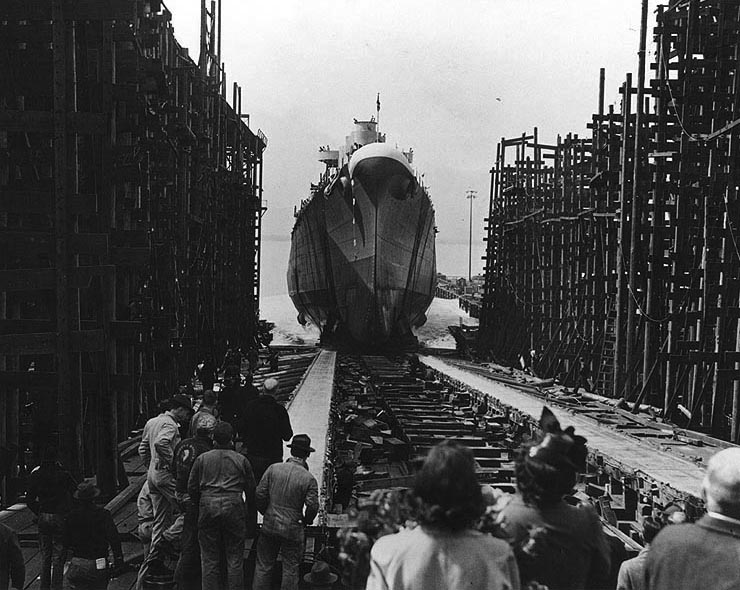
Lancement du croiseur de la classe Cleveland du chantier naval de Newport News, le 20 mars 1942

En 1940, l'US Navy commanda sept porte-avions et quatre croiseurs supplémentaires, ce qui fournissait à NNS du travail pour plusieurs années. NNS reçut une aide de 22 millions de dollars (368 millions valeur 2014) de l'US Navy pour augmenter ses capacités.
NNS dut réagir rapidement pour répondre à d'autres commandes de navires de commerce, notamment des Liberty Ships, en établissant un second chantier naval à Wilmington (Caroline du Nord), sur les rives du fleuve Cape Fear, sous le nom de North Carolina Shipbuilding Company.
L'activité de Newport News Shipbuilding culmina en 1943 alors que le chantier employait plus de 31 000 travailleurs. De nombreux navires furent construits pour l’US Navy, dont 8 porte-avions de la classe Essex : l’Essex, lancé en 1942, le Yorktown, l’Intrepid, le Hornet et le Franklin, lancés en 1943, le Ticonderoga, le Randolph et le Bennington, lancés en 1944.
Pour sa remarquable contribution à l’effort militaire, l’US Navy récompensa Newport News Shipbuilding en lui décernant le prestigieux fanion « E » pour son excellence dans la construction navale. Aucun autre chantier naval américain n’avait construit une telle gamme de navires aussi vite et aussi bien.

## La guerre froide

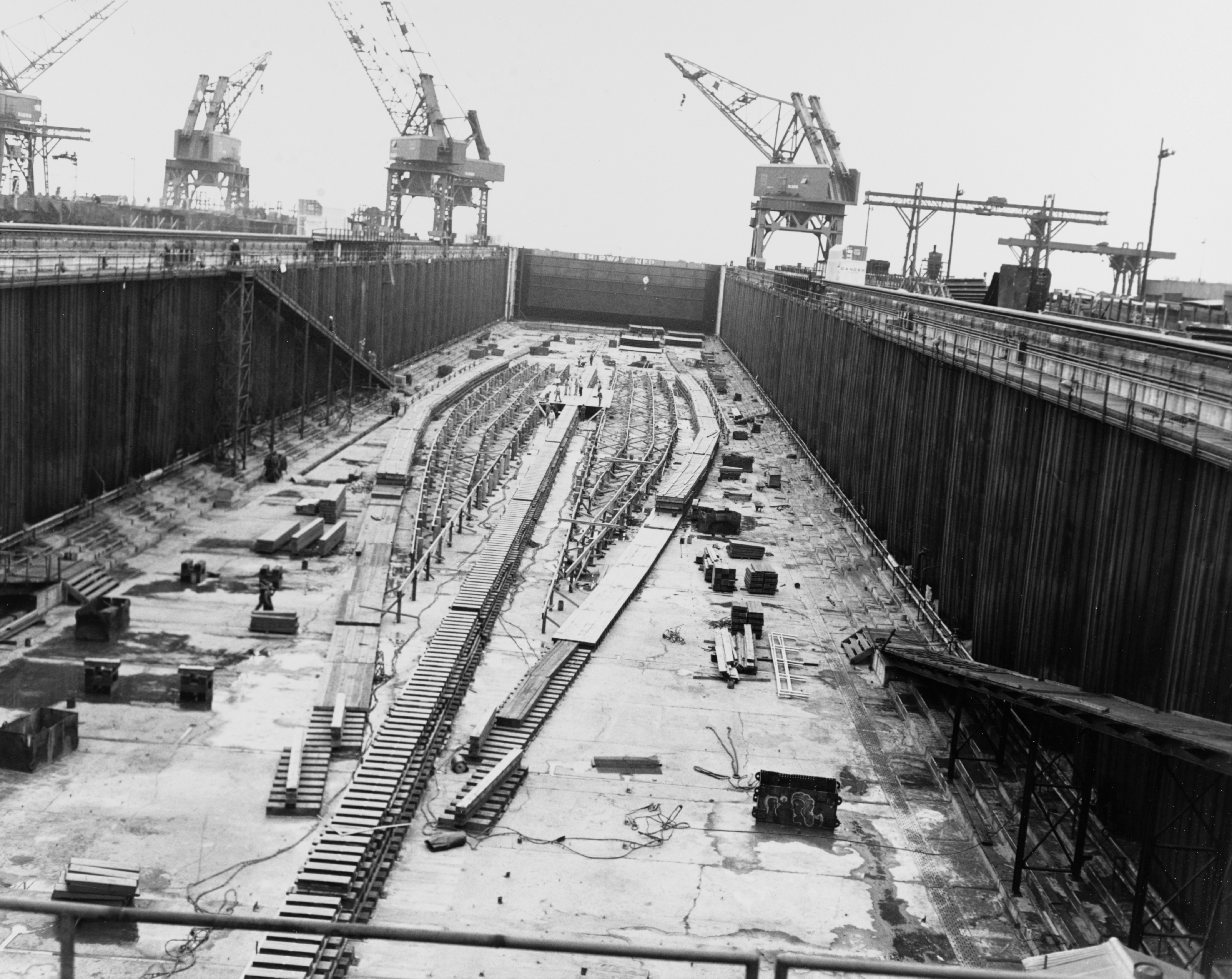
Chantier du USS United States (CVA-58) en 1949, la construction de ce porte-avions géant fut abandonné cinq jours après cette photographie.

Après la Seconde Guerre mondiale, NNS se concentra d'abord sur des travaux de transformation et de réparation. De nombreux navires de l’US Navy furent convertis en navires de commerce.
Divers types de navires de commerce furent construits par NNS : des navires frigorifiques, des remorqueurs, des cargos et plusieurs paquebots, dont le célèbre United States, qui fut lancé en 1952 et établit de nouveaux records de vitesse de la traversée de l'Atlantique dans les deux sens.
Plus d’une quarantaine de pétroliers furent construits à Newport News à partir de 1949, la plupart pour la compagnie Esso. Le tonnage des pétroliers augmenta progressivement, passant de 26 000 tjb en 1949 à 38 900 tjb en 1954, 60 000 tjb en 1958 et 66 700 tjb en 1964. Parmi ceux-ci, le Torrey Canyon, un pétrolier de 60 000 tjb mis en service en 1959 et qui fit naufrage le 18 mars 1967, provoquant une très grave marée noire sur les côtes de Bretagne et de Grande-Bretagne.
En 1968, Newport News Shipbuilding fit partie du conglomérat Tenneco et investit 250 millions de dollars (1,7 milliard de dollars valeur 2014) pour agrandir ses installations, créant le North Yard. Dans les années 1970, le chantier naval de Newport News lança :
- en 1978, deux des plus grands pétroliers construits à l’époque, l’Atlantic et le Pacific, longs de 362 mètres et d’un tonnage de 398 000 tjb, pour la compagnie pétrolière Shell.
- en 1978 et 1979, trois méthaniers de plus de 390 000 tjb et 289 mètres de long, les plus grands jamais construits dans un chantier naval américain, pour El Paso LNG Company.

Mais cette activité resta sans lendemain en raison de la conjoncture mondiale, après le choc pétrolier de 1973, et du renforcement de la concurrence dans le secteur de la construction navale. L’effectif du chantier atteignait 24 000 travailleurs en 1975 et 22 000 en 1980. 

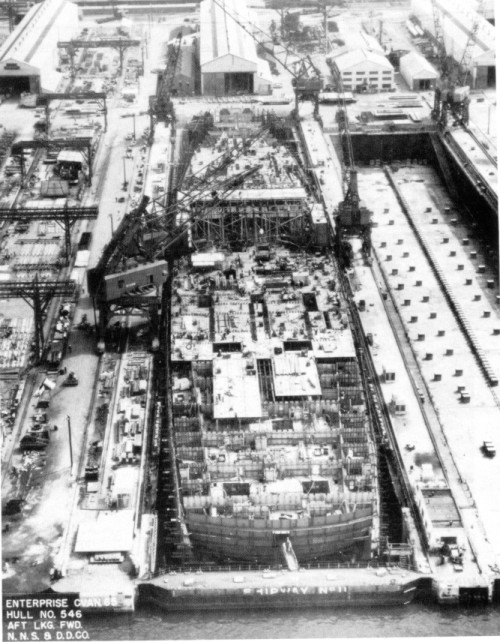
Construction de l'USS Enterprise (CVN-65), 8e du nom et le 2e navire de surface à propulsion nucléaire de l'Histoire.

Pendant la guerre froide, le chantier naval de Newport News profita de l’avènement des porte-avions et des sous-marins à propulsion nucléaire. En 1954, un prototype de réacteur nucléaire destiné à la propulsion des porte-avions fut ainsi développé avec la firme Westinghouse et l’US Navy, ce qui permit à NNS de construire :
- le Shark, premier sous-marin à propulsion nucléaire du chantier, lancé en 1959.
- le Robert E. Lee, premier sous-marin lanceur de missiles balistiques du chantier, terminé en 1960.
- l’Enterprise, premier porte-avions à propulsion nucléaire construit dans le monde, qui fut livré en 1961 à l'US Navy.

Les commandes de l'US Navy demeurèrent l'essentiel des activités du chantier. Une nouvelle classe de porte-avions fut développée, le premier étant le Nimitz, lancé en 1975.
D'autres types de navires furent également construits, comme les sous-marins nucléaire d'attaque de la classe Los Angeles, dont 29 exemplaires sortirent du chantier de Newport News entre 1976 et 1996.

## NNS après la guerre froide

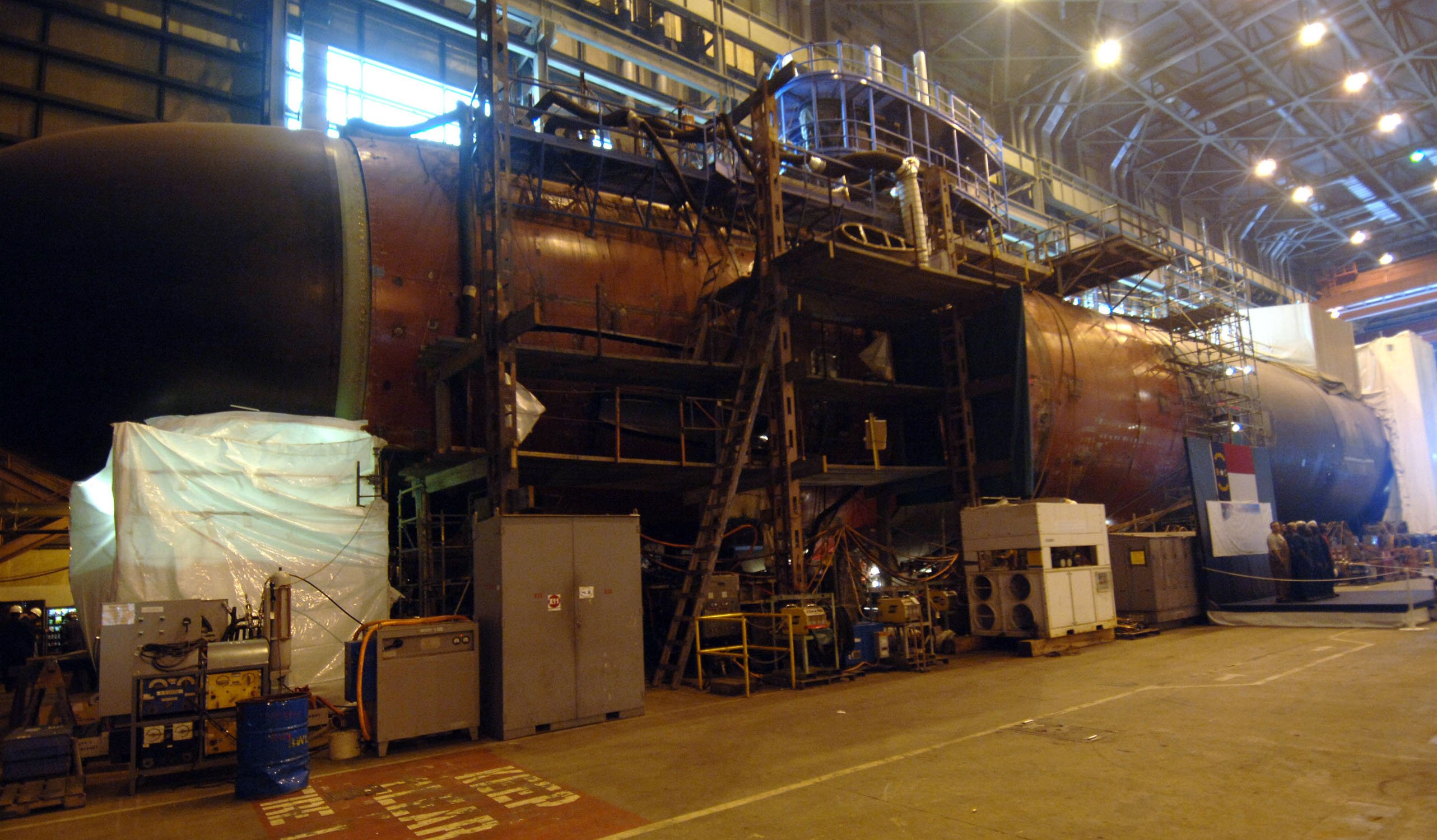
Construction du sous-marin nucléaire d'attaque USS North Carolina (SSN-777) de sur le chantier naval Northrop Grumman de Newport News.

Newport News tenta de se diversifier et de construire quatre pétroliers pour l'armateur grec Eletson suite à un contrat de 1994, le premier d'un armateur international depuis 1957 pour un chantier naval américain. Les écarts de construction furent si importants qu'Eletson annula son contrat ; finalement, la moitié des navires furent achevés à un prix deux fois supérieur à l'estimation initiale. 
Le 11 décembre 1996, Newport News Shipbuilding quitta le groupe Tenneco et redevint une compagnie indépendante. NNS employait 18 400 personnes à Newport News en 1997, 15 400 en 2000.

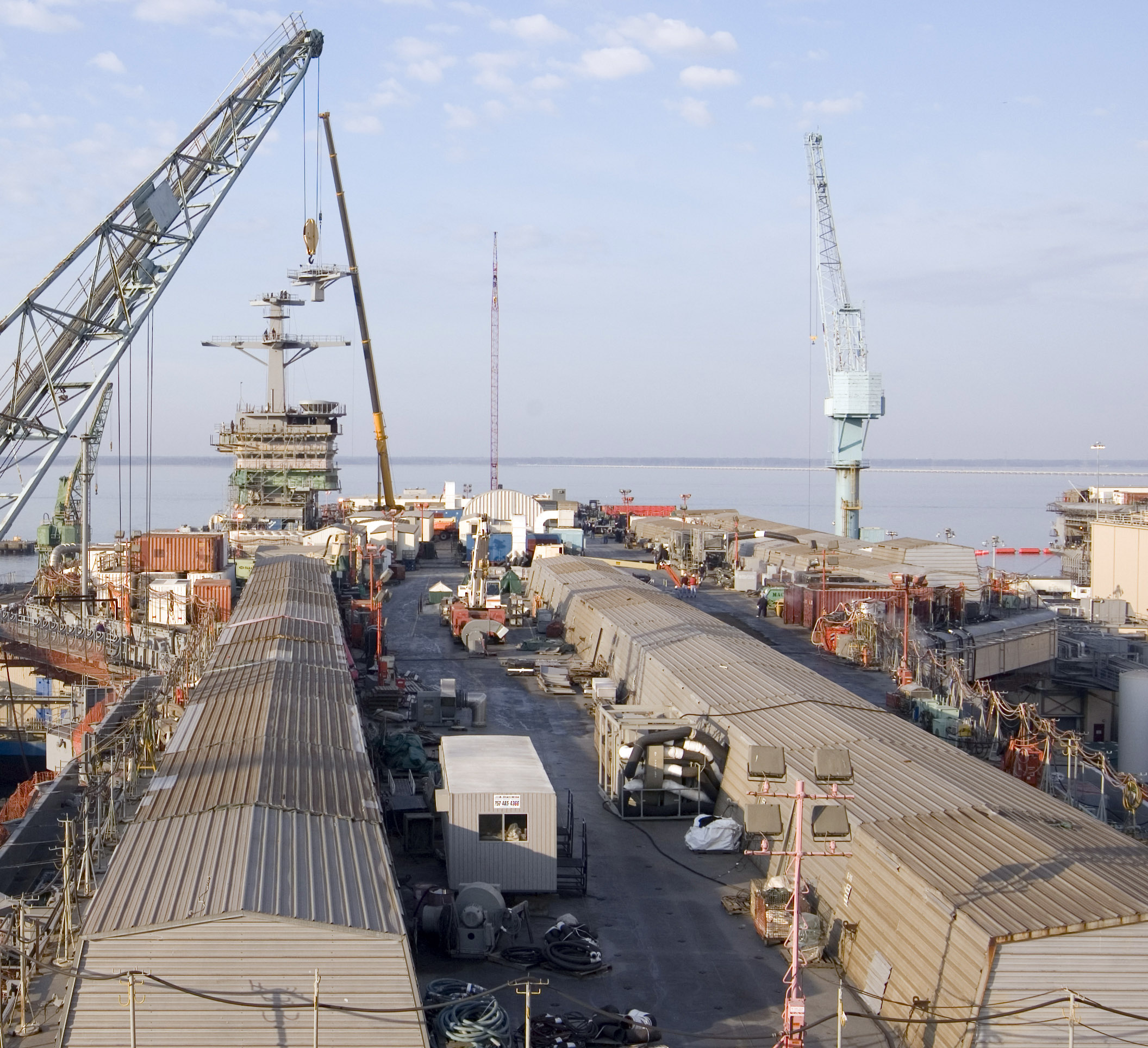
Refonte de l', les travaux dureront du 11 novembre 2005 jusqu'à mai 2009 soit 48 mois d'immobilisation.

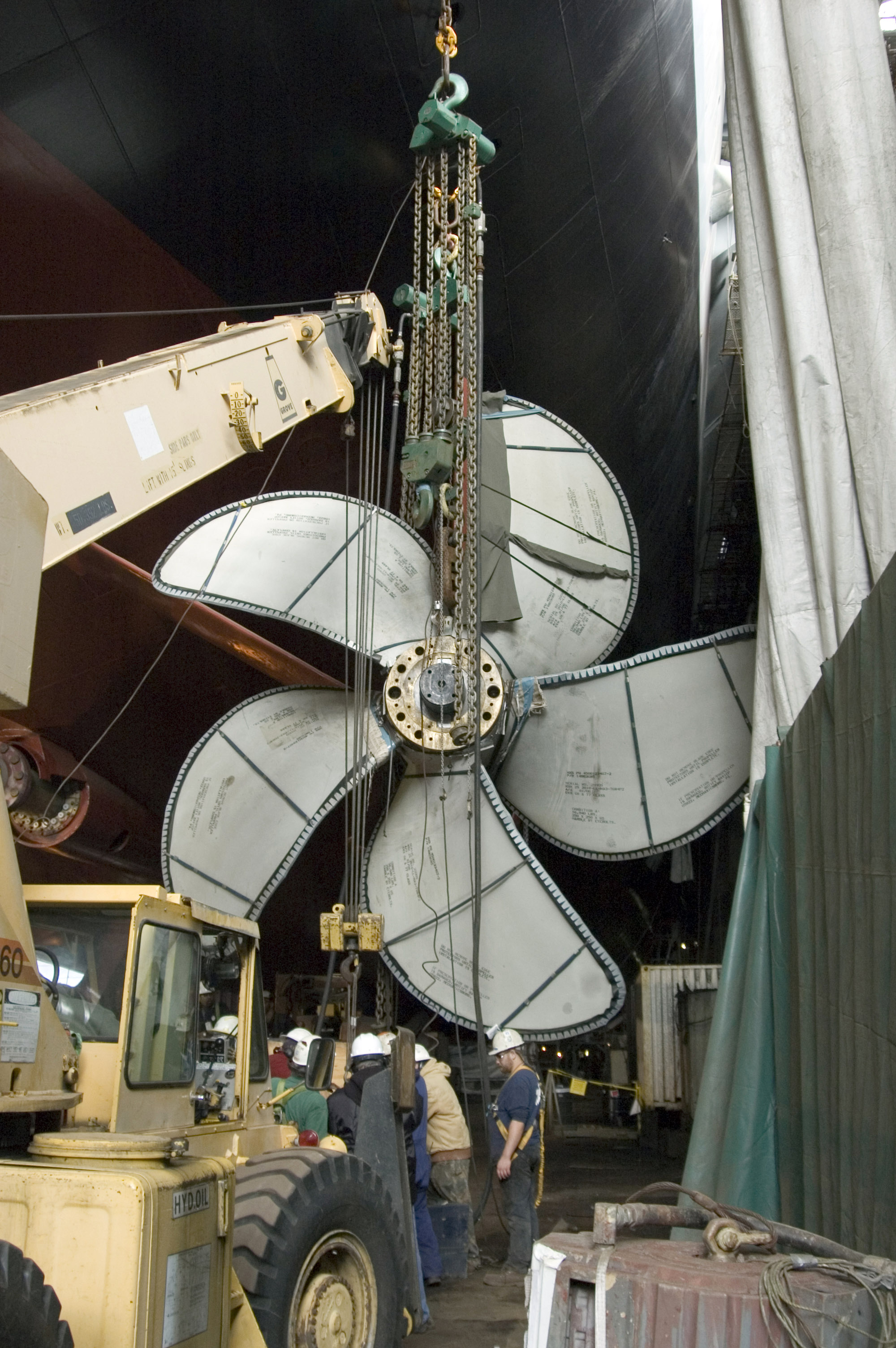
Mise en place des nouvelles hélices du Carl Vinson en janvier 2007.

Mais en 2000, l'entreprise fusionna avec Northrop Grumman, qui racheta l’année suivante les chantiers navals d'Avondale (Louisiane) et de Pascagoula (Mississippi).
Le site du chantier naval NNS de Newport News s'étend sur plus de 220 hectares sur la rive est de la James River. Le chantier comporte notamment :

• sept bassins de radoub ;

• une cale sèche flottante ;

• deux postes d'amarrage pour finition ;

• cinq jetées pour finition ;

• une installation d'équipement modulaire.
La cale sèche no 12 (Dry Dock 12) mesure 662 mètres de longueur. Elle est desservie par une grue portique d'une capacité de 900 tonnes couvrant la cale sèche et le plateau de travail.
Northrop Grumman à Newport News a en 2007 le plus grand chantier naval privé des États-Unis, avec un effectif de 19 000 personnes. Ses principales activités sont la conception, la réparation, la maintenance et le ravitaillement en combustible des porte-avions et des sous-marins nucléaires de l’US Navy. Newport News Shipbuilding a construit tous les porte-avions à propulsion nucléaire en activité de l’US Navy. Le chantier est depuis les années 1970 l’unique constructeur de porte-avions des États-Unis et réalise l’essentiel des travaux de réparation et de maintenance de ce type de navire. Après la livraison du dixième et dernier porte-avions de la classe Nimitz, en 2006, le chantier a entamé en mars 2007 la construction du premier porte-avions de la classe Gerald R. Ford, le Gerald R. Ford, qui est livré à l'US Navy en 2017. C’est aussi l’un des deux seuls constructeurs de sous-marins à propulsion nucléaire du pays.
En janvier 2008, la Northrop Grumman Corporation a réorganisé son secteur de construction navale. Les chantiers d'Avondale et de Pascagoula, formant le « Ship System » sur le golfe du Mexique, et celui de Newport News, appelé jusque-là Newport News Shipbuilding, ont été regroupés dans un « secteur » unique, nommé Northrop Grumman Shipbuilding. Cette réorganisation a pris effet le 28 janvier 2008.
En octobre 2008, Areva NC et Northrop Grumman Shipbuilding annoncent la création d'une coentreprise sur le site de Newport News, spécialisée dans la fabrication des composants lourds de l’EPR américain, le réacteur nucléaire de génération III+ d’Areva.
Le 31 mars 2011, Northrop Grumman Shipbuilding (NGSB) devient une entreprise officiellement indépendante du groupe Northrop sous le nom de Huntington Ingalls Industries, dont Newport News Shipbuilding constitue une « division ». En 2013, le chantier emploie plus de 23 000 personnes.